# Feldioara, Brașov
Feldioara (în maghiară Barcaföldvár, în traducere Cetatea de Pământ din Țara Bârsei,  în germană Marienburg, în traducere „Cetatea Mariei”, în dialectul săsesc: Marembrich, în latină Castrum Sancte Maria) este satul de reședință al comunei cu același nume din județul Brașov, Transilvania, România.
Face parte din regiunea istorică Țara Bârsei (germană Burzenland), aflându-se la cca. 500 m deasupra nivelului mării. Numele românesc al localității este derivat din maghiară, Föld-Vár, care înseamnă cetate de pământ. Denumirea germană Marienburg înseamnă cetatea Mariei, cu referire la Fecioara Maria, patroana Ordinului Cavalerilor Teutoni. Cetatea de la Feldioara este cea mai importantă fortificație ridicată de cavalerii teutoni în Transilvania. De asemenea, în cetatea din sat este organizat periodic festivalul cu tematică medievală „Cavalerii Teutoni se întorc în Cetatea Feldioara”, aflat în anul 2024 la cea de-a douăsprezecea ediție.

## Istoric
Localitatea este atestată documentar în anul 1240, sub numele de Castrum Sancte Maria. Evolutia așezării, atestată de documente, este următoarea: 1370 Castrum Mariee, apoi Villa (1378), oppidum nostrum (regis) 1392, civitas nostra (regis) 1413 civitas, din nou oppidum 1427, 1808 Cetatea de pământ și, din 1854, Feldioara. 

### Descoperiri arheologice
Săpăturile arheologice făcute de-a lungul timpului au scos la iveală un inventar bogat din epoca neolitică, cu preponderență ceramică pictată de tip Ariușd. Pe teritoriul comunei au fost găsite 109 morminte, datând din secolul XII, așadar dinainte de așezarea sașilor pe aceste locuri.

### Cetatea Cavalerilor Teutoni
Cetatea romanică era situată pe colina de la Feldioara, înconjurată pe trei laturi de râurile Olt și Homorod. Experiența de constructori a teutonilor acumulată în Țara Sfântă și în Asia Mică a adus pe meleagurile transilvănene tehnici și soluții de construcție întâlnite la marile castele cruciate de la Tyr, Crac des Chevaliers și Ascalon. Din vechea cetate a teutonilor se mai păstrează astăzi numai un rest dintr-un zid de piatră în partea de nord-vest. În anul 2017 a fost terminată întreaga renovare a cetății.

### Cetatea țărănească

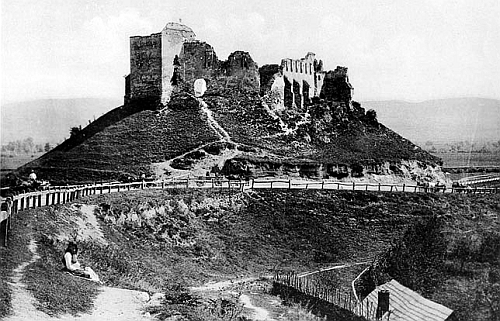
Cetatea Feldioara, imagine de epocă

La ruinele cetății care se pot vedea astăzi pe colină abia se mai păstrează urme vizibile ale prezenței Cavalerilor Teutoni. Turnurile și curtinele de la început au fost construite probabil de comunitatea săsească rămasă după plecarea lor, dar nu se poate preciza cu exactitate perioada.

### Bătălia de la Feldioara
În anul 1529 a avut loc aici Bătălia de la Feldioara, încheiată cu victoria armatei moldovene asupra partizanilor lui Ferdinand de Habsburg.

## Demografie
La recensământul din 1930 au fost înregistrați 2.505 locuitori, dintre care 1.052 germani, 1.046 români, 191 maghiari ș.a. Sub aspect confesional populația era alcătuită din 1.231 ortodocși, 1.038 evanghelici, 110 reformați, 62 romano-catolici ș.a.
Conform recensământului efectuat în 2011, populația comunei Feldioara se ridică la 6.154 de locuitori;  majoritatea locuitorilor sunt români (81,65%).

## Economie
Economia locală este bazată în principal pe agricultură (cultivarea terenurilor, creșterea animalelor) și industrie (fabrica de cherestea „Anatco Prod”, fabrica de încălțăminte „Gino”, prelucrarea uraniului la „Fabrica de Prelucrare Combustibil Uraniu (FPCU) ” precum și a bolțarilor și pavelelor la „Pref 1”).

## Turism

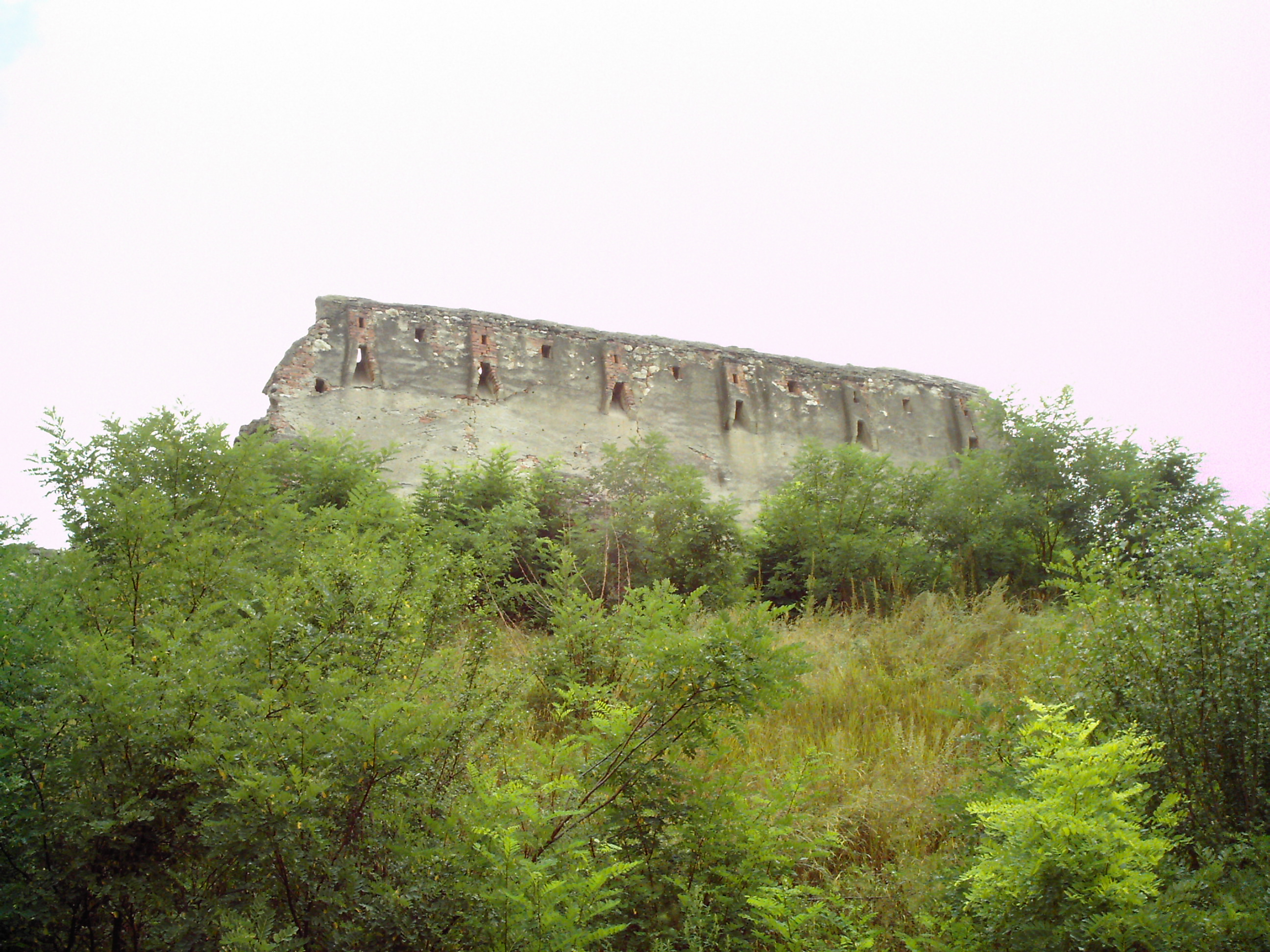
Fragment de curtină, Cetatea Feldioarei

- Biserica evanghelică din Feldioara este situată în estul localității. Conform tipăriturilor și tradițiilor istorice, sediul principal al Ordinului teutonilor din Țara Bârsei se găsea aici între 1211–1225. Biserica este construită în stil gotic, pe temeliile bazilicii de la sfârșitul secolului al XIII-lea.
- Biserica „Sfântul Ioan Botezătorul” din Feldioara
- Cetatea Feldioarei - A fost renovata în anul 2017, iar acum se poate vizita.
- Monumentul studenților sași din Feldioara. Monumentul, construit în 1912-1913, este amplasat la marginea SV a satului Feldioara și îi comemorează cei 39 de tineri studenți căzuți în bătălia desfășurată aici în 1612, sub conducerea judelui Brașovului Michael Weiss. În Lista Monumentelor Istorice, apare sub codul BV-IV-m-A-11919.[8]

## Galerie

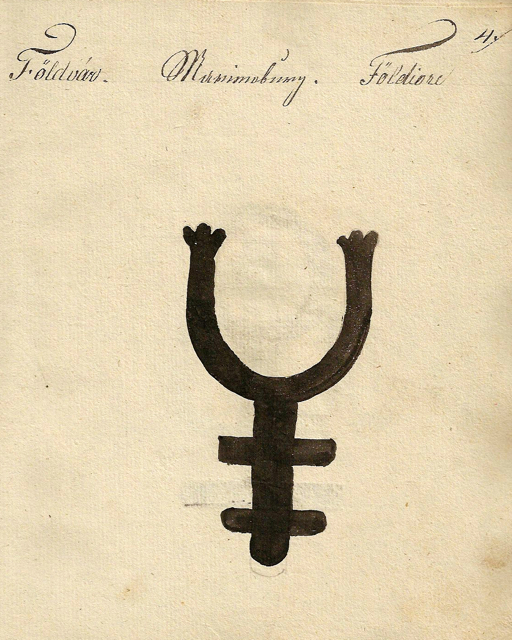
1826 - Danga pentru vitele din Feldioara
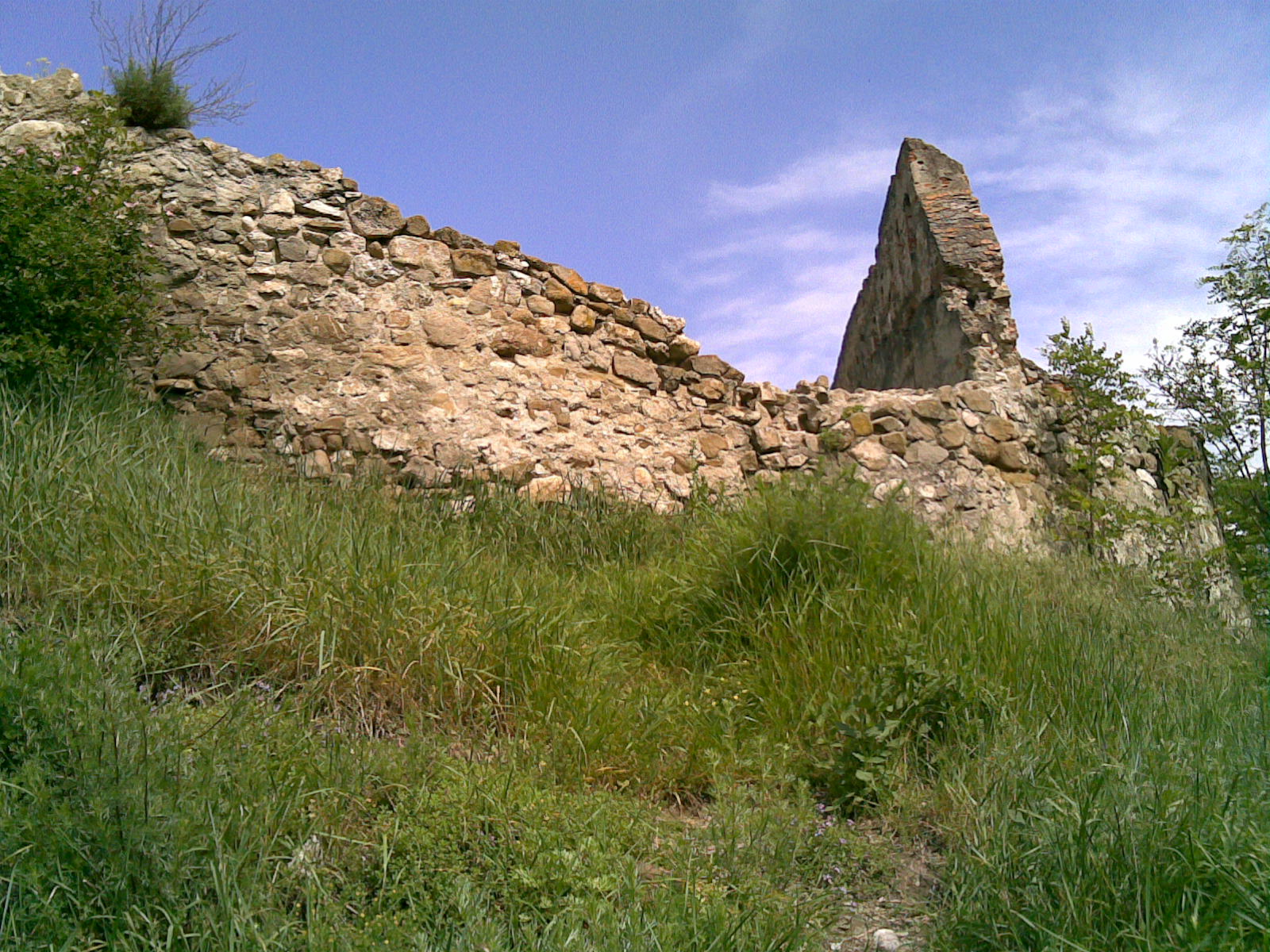
Ruinele Cetății
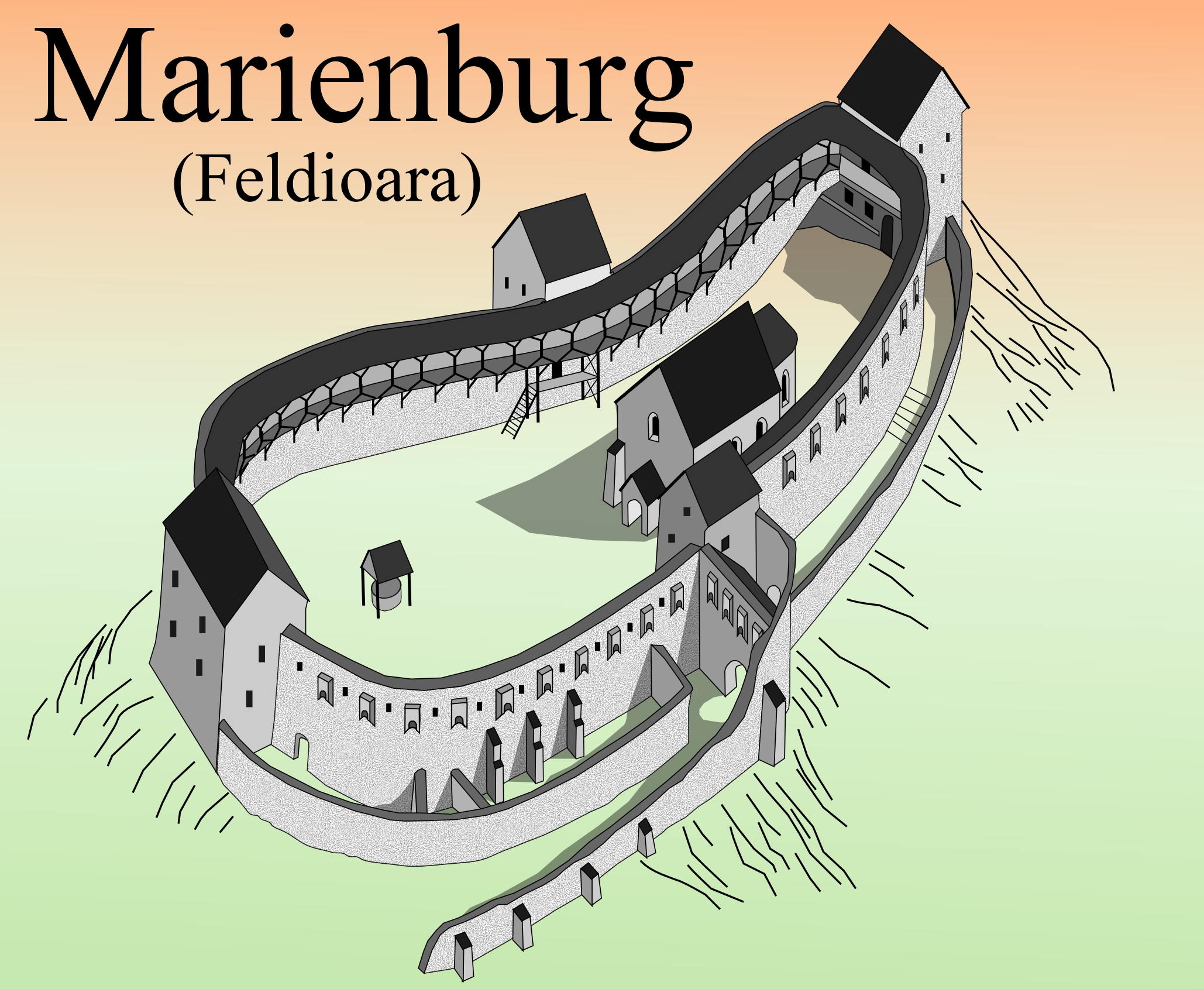
Macheta ansamblului fortificației cetații din Feldioara
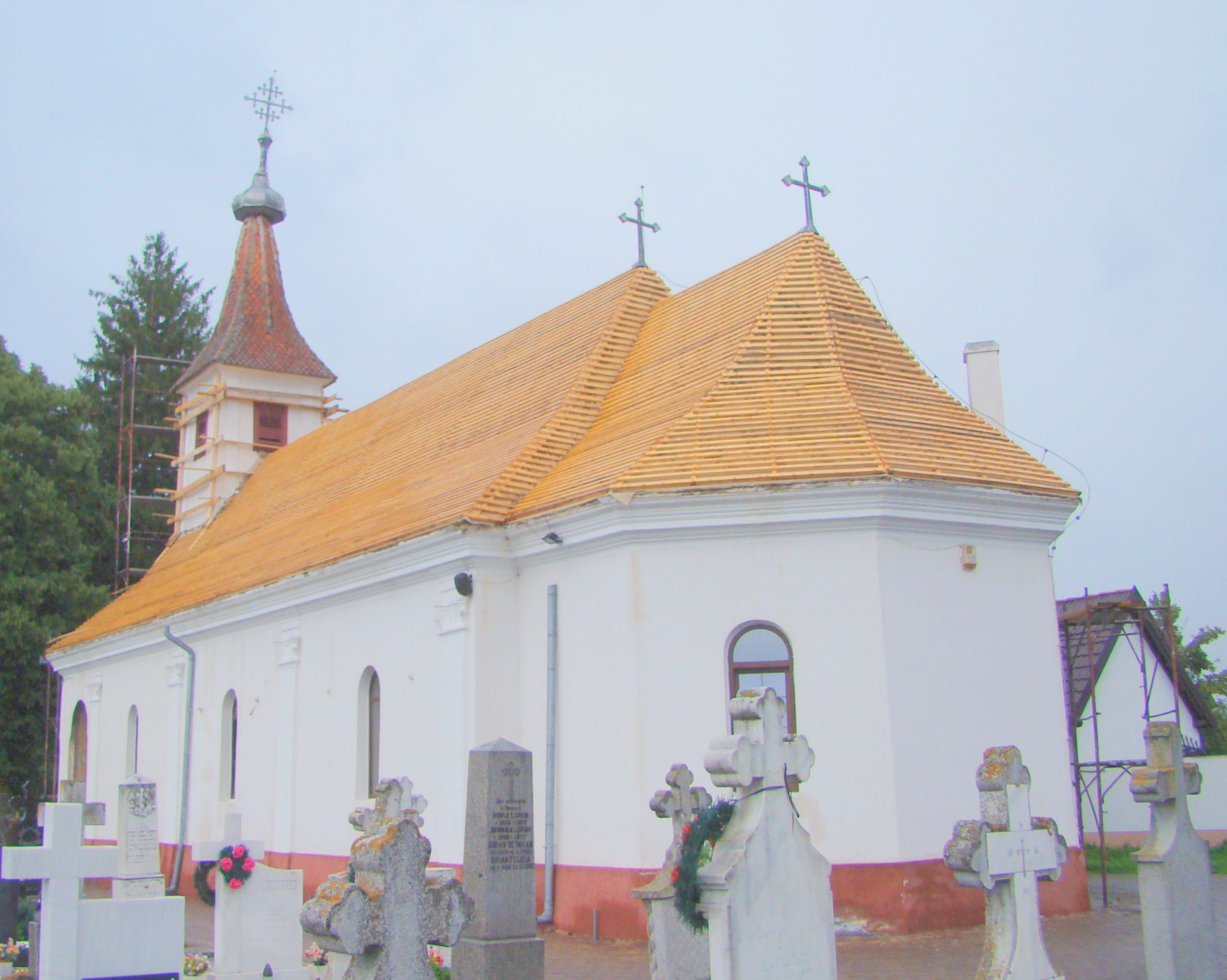
Biserica „Sfântul Ioan Botezătorul” (monument istoric)
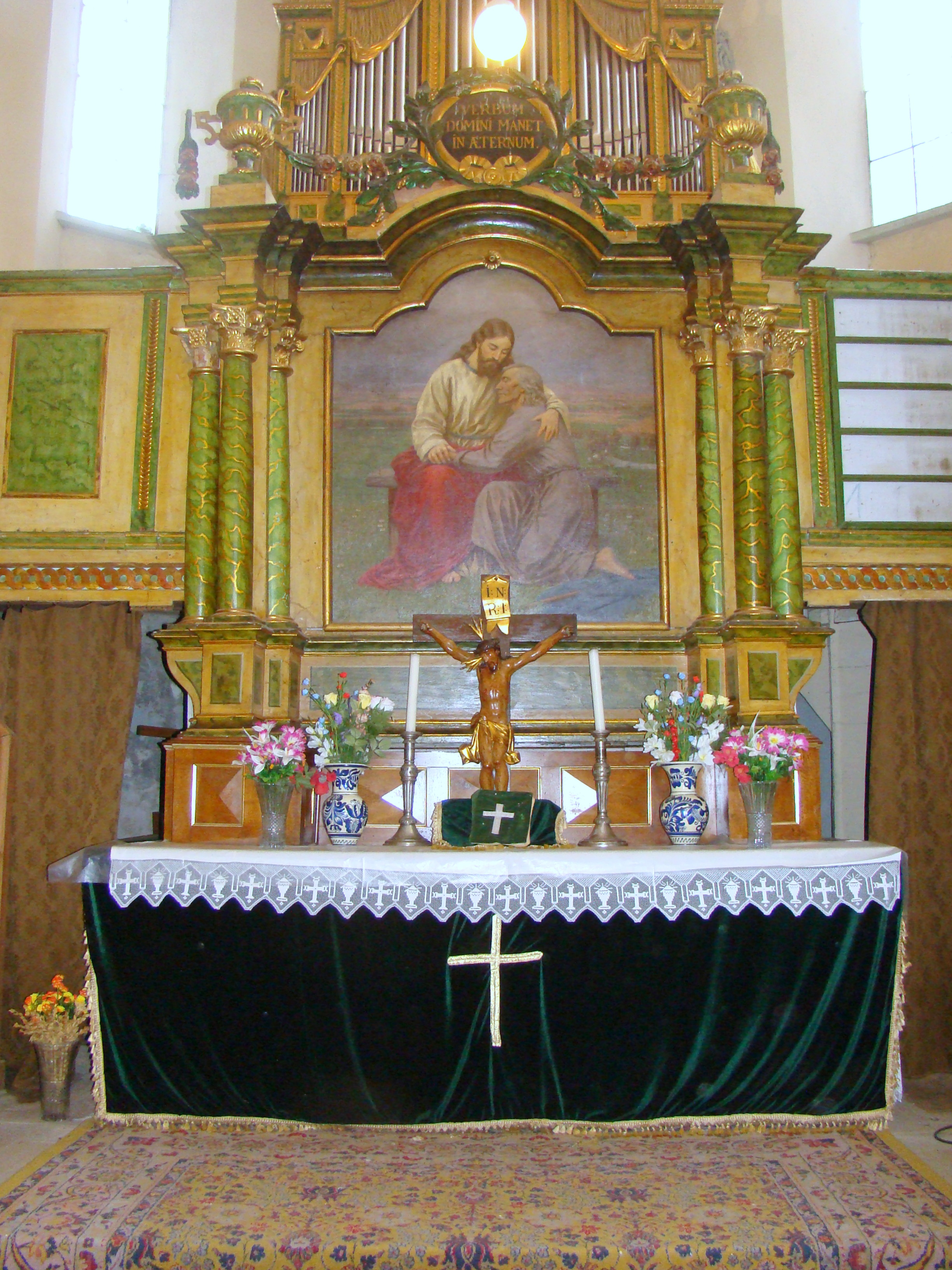
Altarul bisericii evanghelice
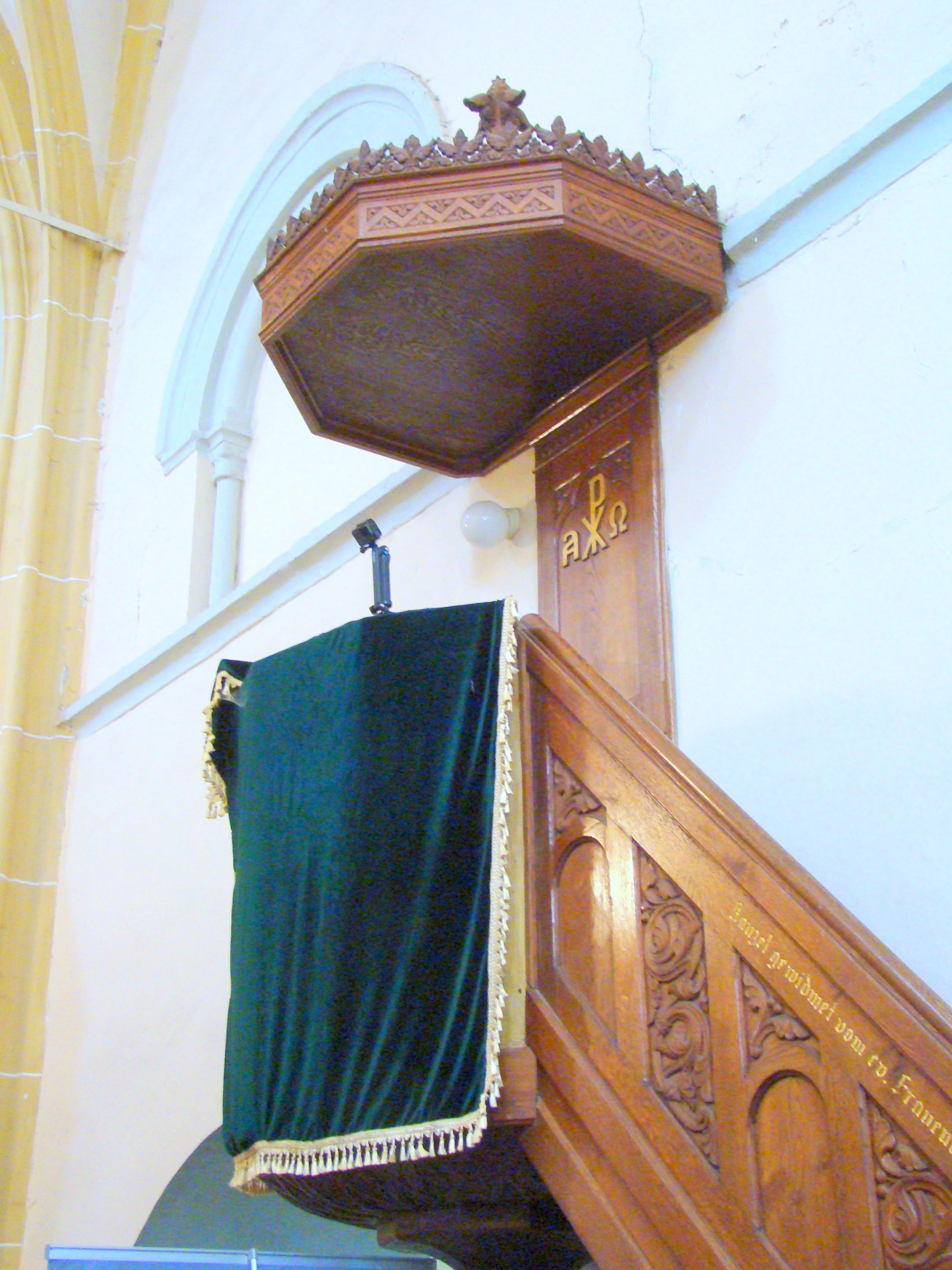
Amvonul